# Fate (película)
Fate es una película dramática ugandesa de 2006 dirigida por Cindy Magara. Es "la primera colaboración Kinna-Uganda dirigida por una mujer".

## Sinopsis
La película cuenta la historia de Kate Komuntale, una ejecutiva corporativa de unos treinta años que se infecta con el VIH después de casarse con Ken Bagonzo, un oficial de inteligencia encantador pero mujeriego. 

## Producción
Fate es una película de bajo presupuesto y producción privada. En ese momento, Magara era estudiante en la Universidad Makerere. Adquirió conocimientos y herramientas para hacer la película en Cine Club, un foro cinematográfico mensual realizado en Kampala. También viajó a Nairobi para buscar ayuda profesional, organizando talleres para desarrollar las habilidades profesionales de su elenco y equipo. Sin el apoyo del gobierno, recaudó dinero de familiares, amigos y un préstamo bancario.  La película se estrenó en el Hotel Africana el 30 de julio de 2006.  También se mostró en el Festival Internacional de Cine de Zanzíbar.